# Pedro Martínez (tennista)
Pedro Martínez (Alzira, 26 aprile 1997) è un tennista spagnolo.
Nel circuito maggiore ha disputato tre finali in singolare e ha vinto il titolo al Chile Open 2022. Ha vinto un torneo ATP anche in doppio all'Austrian Open 2022. Vanta inoltre diversi titoli sia in singolare che in doppio nei circuiti minori. I suoi migliori ranking ATP sono il 36º in singolare nel febbraio 2025 e il 51º in doppio nel maggio 2022. Ha esordito nella squadra spagnola di Coppa Davis nel marzo 2022.

## Carriera

### 2012-2017, inizia da professionista e primi titoli ITF
Nel 2012 fa la sua prima apparizione tra i professionisti nel circuito ITF Futures e nelle prime stagioni gioca saltuariamente. Ha vinto la Coppa Davis Junior 2013 e nel febbraio 2014 vince il primo titolo al torneo di doppio ITF del Futures Spain F1. Inizia a giocare con continuità nel maggio 2015 e il mese dopo gioca e perde la prima finale Futures in singolare. Dopo aver vinto altri quattro tornei Futures in doppio, il primo titolo in singolare arriva nel marzo 2016 al Croatia F3. Nel corso della stagione ne vincerà altri tre in singolare e tre in doppio. A settembre consegue i primi risultati di rilievo nel circuito Challenger a Meknes, raggiungendo la finale in doppio e la semifinale in singolare. Nel 2017 continua ad avere successo in doppio nei tornei ITF, vincendone 8 e raggiungendo a novembre la 206ª posizione del ranking. In doppio ne vince solo uno e non va oltre la 249ª posizione. A novembre perde la finale di doppio al Challenger di Pune.

### 2018, primi titoli Challenger e top 200 nel ranking
Al suo terzo tentativo, nell'aprile 2018 supera per la prima volta le qualificazioni di un torneo ATP a Marrakech battendo i quotati Ernests Gulbis e Il'ja Ivaška ed esce di scena al primo turno per mano di João Sousa. Prende parte con una wild-card all'ATP di Barcellona e viene di nuovo sconfitto al primo turno. Fa la sua prima esperienza in una prova del Grande Slam perdendo al primo turno di qualificazione al Roland Garros. A giugno disputa il suo ultimo torneo ITF e chiude l'esperienza dopo aver vinto 8 titoli in singolare e 18 in doppio. A luglio conquista il primo titolo Challenger a Båstad con il successo in finale su Corentin Moutet per 7–6, 6–4. Il mese successivo si spinge fino al terzo turno nelle qualificazioni degli US Open. Alla sua quinta finale in doppio nel circuito Challenger, vince il primo titolo a novembre a Siviglia, dove in coppia con Gerard Granollers Pujol sconfigge in finale Daniel Gimeno Traver / Ricardo Ojeda Lara. Entra nella top 200 del ranking in entrambe le specialità, raggiungendo il 152º posto in singolare a dicembre e il 151º in doppio a novembre.

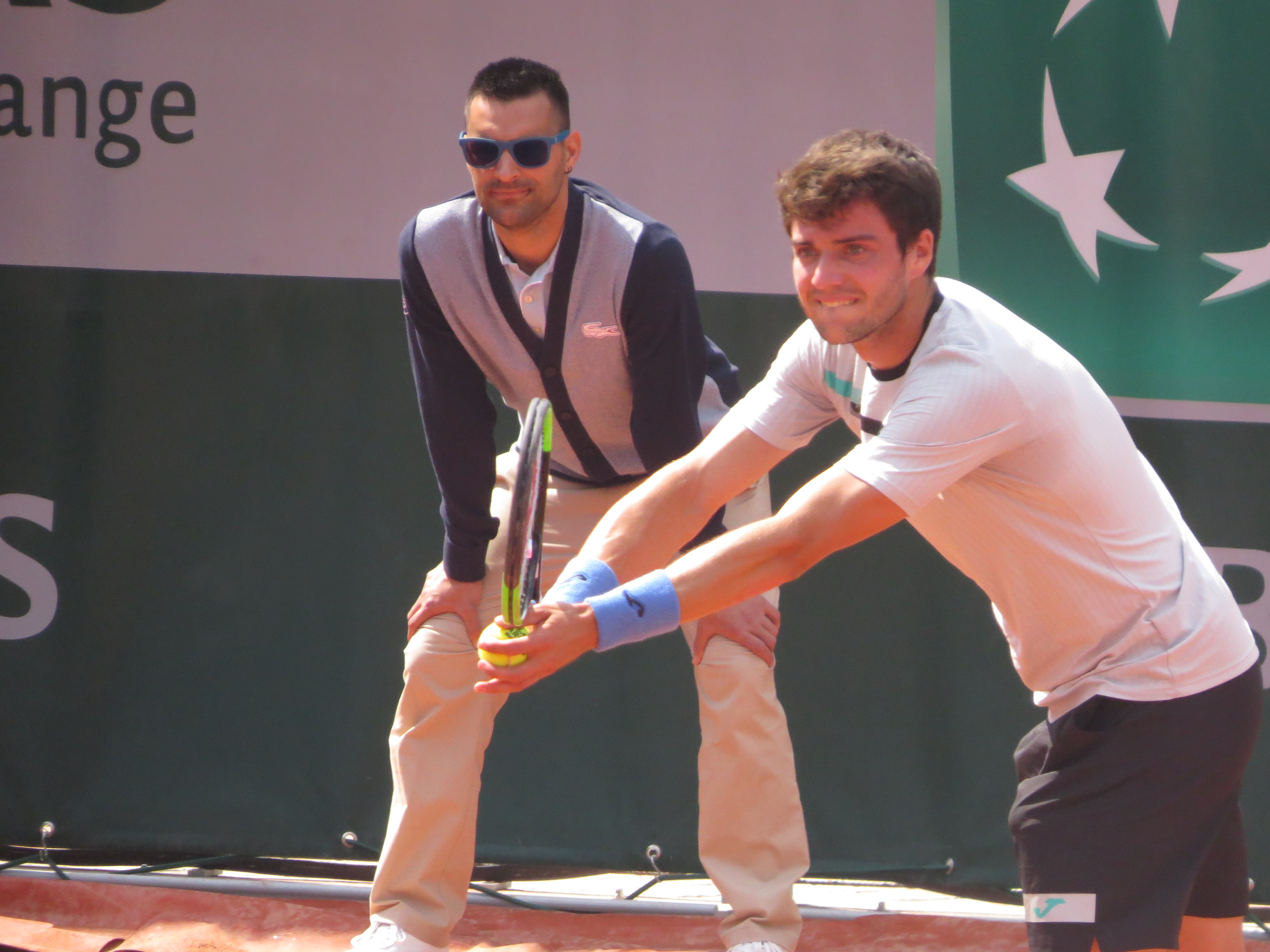
Martínez nel 2019

### 2019, esordio in una prova del Grande Slam
Eliminato nel turno decisivo alle qualificazioni degli Australian Open 2019, le supera a febbraio al torneo ATP di San Paolo del Brasile e viene sconfitto al primo turno. A maggio entra per la prima volta nel tabellone principale di un torneo del Grande Slam al Roland Garros e viene eliminato al primo turno da Henri Laaksonen. Nel corso del 2019 raggiunge nei Challenger una finale in singolare e quattro in doppio e vince solo quella di doppio in settembre a Siviglia. Compie però progressi in classifica solo in singolare, portando ad aprile il best ranking alla 126ª posizione.

### 2020, terzo turno al Roland Garros e top 100
Nel 2020 ottiene la sua prima vittoria nel circuito maggiore agli Australian Open, battendo al primo turno Dominik Koepfer e venendo sconfitto al turno successivo da Daniil Medvedev. A febbraio supera il primo turno anche all'ATP 250 di Córdoba, dove vince anche il suo primo incontro in doppio nel circuito maggiore. Subito dopo disputa per la prima volta i quarti di finale nel circuito maggiore all'ATP 500 di Rio de Janeiro, dove elimina i top 100 Hugo Dellien e Pablo Andujar prima della sconfitta subita contro Attila Balazs. Eliminato al primo turno al suo esordio nel main draw degli US Open, al primo turno degli Internazionali d'Italia batte il nº 46 ATP Sam Querrey e perde al secondo turno contro Denis Shapovalov. Al Roland Garros si spinge fino al terzo turno con i successi su Aleksandar Vukic e Michail Kukuškin ed esce di scena per mano di Sebastian Korda, a fine torneo entra per la prima volta nella top 100. Si aggiudica quindi al Challenger di Marbella i titoli sia in singolare che in doppio e porta il best ranking in singolare all'82ª posizione mondiale.

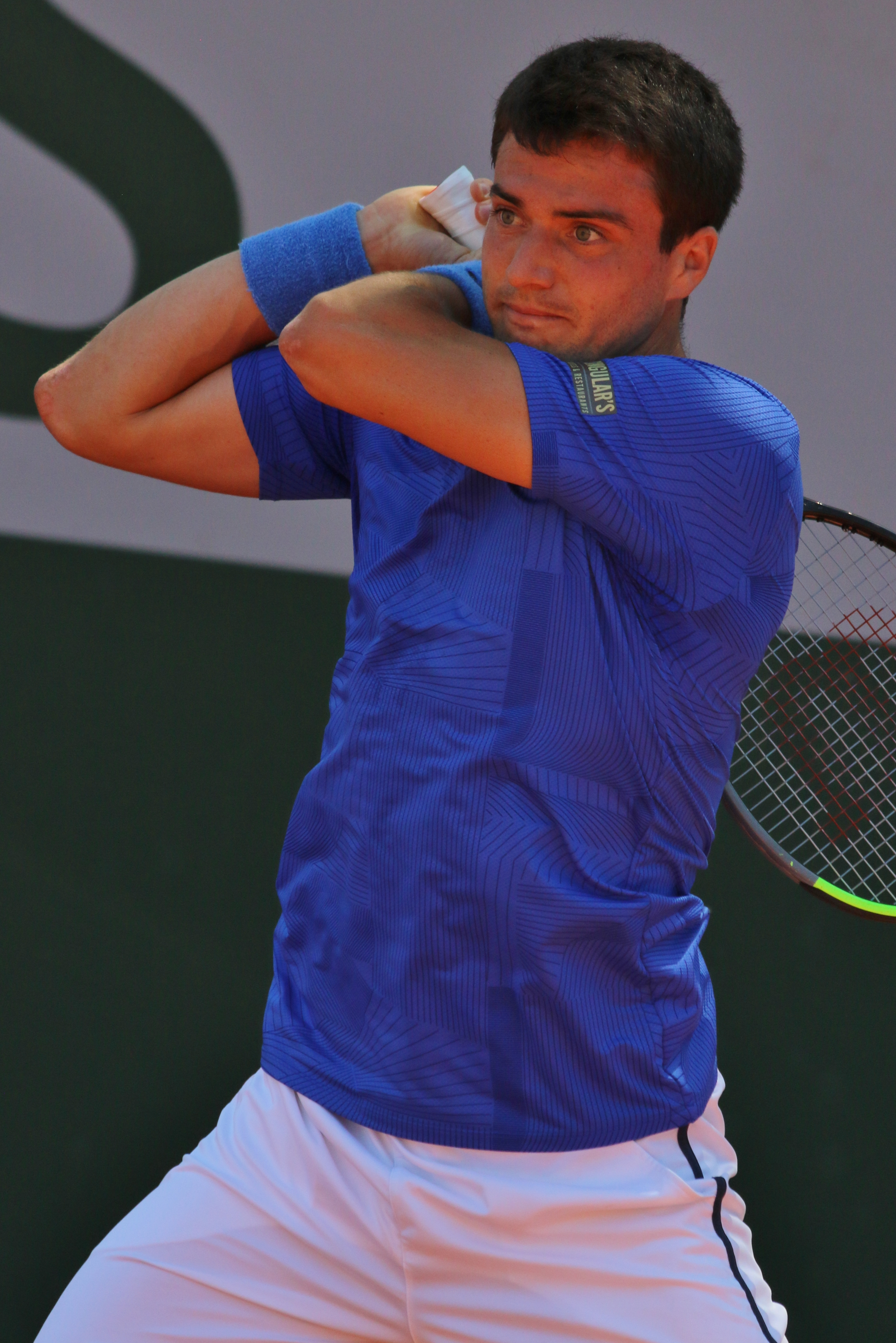
Martínez al Roland Garros 2021

### 2021, semifinale al Roland Garros e top 100 in doppio, prima finale ATP e top 60 in singolare
Nel 2021 raggiunge per la prima volta il terzo turno agli Australian Open e non supera il secondo turno nei tornei del periodo successivo. Accede come alternate al torneo di doppio del Roland Garros insieme a Pablo Andújar, grazie al ritiro per positività al COVID-19 delle teste di serie numero 1 Nikola Mektić / Mate Pavić, si spingono fino alla semifinale e vengono eliminati da Aleksandr Bublik / Andrej Golubev; guadagna 94 posizioni nel ranking di doppio ed entra per la prima volta nella top 100. Fa quindi il suo esordio assoluto a Wimbledon, al secondo turno elimina il nº 17 del ranking Gaël Monfils e viene sconfitto al terzo turno da Cristian Garín. A luglio raggiunge la semifinale in doppio anche all'ATP di Umago. Subito dopo disputa la sua prima finale ATP a  Kitzbühel, batte tra gli altri il nº 16 ATP Bautista Agut e viene sconfitto da Casper Ruud con il punteggio di 1–6, 6–4, 3–6. Anche a Kitzbühel arriva in semifinale in doppio, risultato con cui porta il best ranking all'87º posto. Verso fine stagione vince il titolo in singolare al Challenger di Siviglia, mentre all'ATP di Mosca raggiunge la semifinale in doppio e i quarti in singolare. A fine torneo sale al 58º posto nella classifica di singolare.

### 2022, primi titoli ATP, top 40 in singolare e 51º in doppio
All'esordio stagionale rappresenta per la prima volta la Spagna da professionista all'ATP Cup, viene schierato solo in doppio, vince i due incontri giocati in coppia con Alejandro Davidovich Fokina e perde i due giocati assieme a Albert Ramos Viñolas, contribuendo al raggiungimento della finale, nella quale non viene impiegato. A fine febbraio conquista il suo primo titolo ATP a Santiago sconfiggendo in finale Sebastián Báez con il punteggio di 4–6, 6–4, 6–4. Subito dopo debutta in Coppa Davis in occasione della sfida vinta 3–1 contro la Romania, gioca in doppio con Davidovich Fokina e vengono sconfitti da Marius Copil / Horia Tecau. Consegue discreti risultati nei primi Masters 1000 stagionali, arrivando per la prima volta al terzo turno in questa categoria a Miami, e a maggio porta il best ranking alla 40ª posizione. Quello stesso mese migliora il best ranking anche in doppio, salendo alla 51ª posizione dopo aver raggiunto il terzo turno agli Australian Open e i quarti di finale a Rio de Janeiro e Barcellona. Dopo un periodo negativo, a luglio raggiunge i quarti di finale in singolare a Gstaad e vince a Kitzbühel il suo primo torneo ATP in doppio battendo in finale assieme a Lorenzo Sonego gli specialisti Michael Venus / Tim Pütz; in singolare esce di scena nei quarti di finale. Nel prosieguo della stagione perde quasi tutti gli incontri disputati e torna al successo solo all'ATP 500 di Tokyo, dove raggiunge i quarti di finale in singolare e in doppio.

### 2023, una semifinale ATP in doppio, due titoli Challenger e uscita dalla top 100 in singolare
In singolare inizia la stagione raggiungendo i quarti a Pune e nel periodo successivo subisce un calo di rendimento che a febbraio lo porta a uscire dalla top 100. Nelle prove stagionali del Grande Slam vince solo i tre incontri di qualificazione al Roland Garros. In doppio si spinge fino alle semifinali a Santiago e al Challenger 175 di Phoenix. Nei mesi successivi ottiene pochi risultati di valore e solo nei Challenger. Dopo aver perso due semifinali in singolare e un'altra in doppio, a settembre perde in finale al Città di Como Challenger contro Thiago Seyboth Wild e la settimana successiva vince il torneo di doppio al Challenger 125 di Siviglia assieme ad Alberto Barroso Campos. Verso fine anno vince in singolare i titoli nei Challenger di Brest e Maspalomas, superando nelle rispettive finali Benjamin Bonzi e Kilian Feldbausch.

### 2024, una finale ATP e 39º nel ranking di singolare
Eliminato al primo turno di qualificazione degli Australian Open, perde in finale contro Brandon Nakashima al Tenerife Challenger e rientra nella top 100. Dopo due anni, a febbraio torna a disputare una semifinale ATP in singolare a Santiago del Cile grazie ai successi sui quotati Facundo Díaz Acosta e Arthur Fils, e raccoglie 6 giochi contro il vincitore del torneo Sebastián Báez. A fine marzo vince il Girona Challenger superando in finale Radu Albot. La settimana successiva disputa all'Estoril Open la sua terza finale ATP in carriera grazie al successo in semifinale sul nº 8 del mondo Casper Ruud - nella sua prima vittoria contro un top 10 - e cede a Hubert Hurkacz con il punteggio di 3–6, 4–6. Raggiunge i quarti al successivo ATP di Bucarest battendo Miomir Kecmanovic e viene eliminato da Gregoire Barrere. A maggio supera i veterani Stan Wawrinka e Roberto Bautista Agut al Challenger 175 di Bordeaux e perde la finale contro Arthur Fils, risultato con cui rientra nella top 50.
Nei successivi 5 tornei vince solo un incontro al Roland Garros, si riscatta raggiungendo la semifinale all'ATP 500 dell'Hamburg European Open nella quale viene sconfitto da Alexander Zverev dopo le vittorie sui top 40 Matteo Arnaldi e Francisco Cerúndolo. Fa il suo esordio olimpico in singolare ai Giochi di Parigi e non supera il primo turno. Esce all'esordio anche nei due Masters 1000 nordamericani e al secondo turno agli US Open, mentre al Chengdu Open arriva nei quarti. In ottobre si aggiudica il Challenger 125 di Valencia battendo in finale Jaime Faria e porta il miglior ranking alla 39ª posizione. Chiude la stagione con una sola vittoria negli ultimi quattro tornei ATP disputati.

### 2025, una semifinale ATP e 36º nel ranking di singolare e una finale ATP in doppio
Il primo risultato di rilievo nel 2025 è la netta vittoria al Rotterdam Open sul nº 14 del mondo Holger Rune, ed esce nei quarti per mano di Alcaraz. All'Argentina Open elimina il top 20 Lorenzo Musetti e cede in semifinale in due set a Francisco Cerúndolo, risultati con cui sale alla 36ª posizione mondiale. La settimana successiva raggiunge con Jaume Munar la finale di doppio all'ATP 500 di Rio de Janeiro e cedono in due set a Marcelo Melo / Rafael Matos. Nei mesi successivi non supera il secondo turno in singolare e il miglior risultato arriva in doppio con la semifinale raggiunta al Barcelona Open in coppia con Munar.

## Statistiche

### Singolare

#### Vittorie (1)
| Legenda              |
| Grande Slam (0)      |
| ATP Finals (0)       |
| ATP Masters 1000 (0) |
| ATP Tour 500 (0)     |
| ATP Tour 250 (1)     |

| N. | Data             | Torneo               | Superficie  | Avversario in finale | Punteggio     |
| 1. | 27 febbraio 2022 | Chile Open, Santiago | Terra rossa | Sebastián Báez       | 4-6, 6-4, 6-4 |

#### Finali perse (2)
| Legenda              |
| Grande Slam (0)      |
| ATP Finals (0)       |
| ATP Masters 1000 (0) |
| ATP Tour 500 (0)     |
| ATP Tour 250 (2)     |

| N. | Data           | Torneo                   | Superficie  | Avversario in finale | Punteggio     |
| 1. | 31 luglio 2021 | Austrian Open, Kitzbühel | Terra rossa | Casper Ruud          | 1-6, 6-4, 3-6 |
| 2. | 7 aprile 2024  | Estoril Open, Estoril    | Terra rossa | Hubert Hurkacz       | 3-6, 4-6      |

### Doppio

#### Vittorie (1)
| Legenda doppio       |
| Grande Slam (0)      |
| ATP Finals (0)       |
| ATP Masters 1000 (0) |
| ATP Tour 500 (0)     |
| ATP Tour 250 (1)     |

| N. | Data           | Torneo                   | Superficie  | Compagno       | Avversari in finale    | Punteggio        |
| 1. | 30 luglio 2022 | Austrian Open, Kitzbühel | Terra rossa | Lorenzo Sonego | Michael Venus Tim Pütz | 5-7, 6-4, [10-8] |

#### Finali perse (1)
| Legenda              |
| Grande Slam (0)      |
| ATP Finals (0)       |
| ATP Masters 1000 (0) |
| ATP Tour 500 (1)     |
| ATP Tour 250 (0)     |

| N. | Data             | Torneo                   | Superficie  | Compagno    | Avversari in finale       | Punteggio |
| 1. | 22 febbraio 2025 | Rio Open, Rio de Janeiro | Terra rossa | Jaume Munar | Marcelo Melo Rafael Matos | 2-6, 5-7  |

### Tornei minori

#### Singolare

##### Vittorie (15)
| Legenda tornei minori |
| Challenger (7)        |
| Futures (8)           |

| N.  | Data              | Torneo                            | Superficie   | Avversario in finale    | Punteggio      |
| 1.  | 20 marzo 2016     | Croatia F3, Pola                  | Terra rossa  | Zdeněk Kolář            | 6-3, 6-1       |
| 2.  | 5 giugno 2016     | Bulgaria F3, Stara Zagora         | Terra rossa  | Germain Gigounon        | 6-3, 6-1       |
| 3.  | 12 giugno 2016    | Bulgaria F3, Plovdiv              | Terra rossa  | Dimitar Kuzmanov        | 7-6(5), 6-2    |
| 4.  | 31 luglio 2016    | Spain F23, Xàtiva                 | Terra rossa  | Carlos Taberner         | 2-6, 6-1, 6-4  |
| 5.  | 30 aprile 2017    | Tunisia F16, Hammamet             | Terra rossa  | Lamine Ouahab           | 6-3, 6-3       |
| 6.  | 7 maggio 2017     | Spain F12, Lleida                 | Terra rossa  | Gerard Granollers Pujol | 6-3, 5-7, 6-4  |
| 7.  | 27 agosto 2017    | Spain F26, Santander              | Terra rossa  | Marc Giner              | 6-3, 6-2       |
| 8.  | 4 febbraio 2018   | Egypt F3, Sharm el-Sheikh         | Cemento      | Vladyslav Manafov       | 3-6, 6-3, 6-2  |
| 9.  | 15 luglio 2018    | Båstad Challenger, Båstad         | Terra rossa  | Corentin Moutet         | 7-6(5), 6-4    |
| 10. | 1 novembre 2020   | Marbella Tennis Open, Marbella    | Terra rossa  | Jaume Munar             | 7-6(4), 6-2    |
| 11. | 11 settembre 2021 | Copa Sevilla, Siviglia            | Terra gialla | Roberto Carballés Baena | 6-4, 6-1       |
| 12. | 29 ottobre 2023   | Brest Challenger, Brest           | Cemento (i)  | Benjamin Bonzi          | 7-6(6), 7-6(1) |
| 13. | 3 dicembre 2023   | Maspalomas Challenger, Maspalomas | Cemento      | Kilian Feldbausch       | 6-4, 4-6, 6-3  |
| 14. | 31 marzo 2024     | Girona Challenger, Gerona         | Terra rossa  | Radu Albot              | 7-5, 6-4       |
| 15. | 13 ottobre 2024   | Open Ciudad de València, Valencia | Terra rossa  | Jaime Faria             | 6-1, 6-3       |

##### Finali perse (12)
| Legenda tornei minori |
| Challenger (6)        |
| Futures (6)           |

| N.  | Data             | Torneo                                                | Superficie  | Avversario in finale    | Punteggio        |
| 1.  | 28 giugno 2015   | France F11, Tolone                                    | Terra rossa | Alexis Musialek         | 6-1, 2-6, 3-6    |
| 2.  | 12 luglio 2015   | Spain F20, Getxo                                      | Terra rossa | Alexander Ward          | 1-6, 1-6         |
| 3.  | 1 maggio 2016    | Tunisia F16, Hammamet                                 | Terra rossa | Omar Salman             | 6-2, 5-7 rit.    |
| 4.  | 10 luglio 2016   | Spain F20, Getxo                                      | Terra rossa | Ricardo Ojeda Lara      | 1-6, 4-6         |
| 5.  | 5 febbraio 2017  | Spain F3, Paguera                                     | Terra rossa | Stefano Travaglia       | 5-7, 1-6         |
| 6.  | 10 giugno 2018   | Spain F14, Huelva                                     | Terra rossa | Sergio Gutiérrez Ferrol | 6-3, 6(1)-7, 2-6 |
| 7.  | 14 ottobre 2018  | Sánchez-Casal Cup, Barcellona                         | Terra rossa | Roberto Carballés Baena | 6-1, 3-6, 0-6    |
| 8.  | 7 aprile 2019    | JC Ferrero Challenger Open, Alicante                  | Terra rossa | Pablo Andújar           | 3-6, 6-3, 4-6    |
| 9.  | 18 ottobre 2020  | JC Ferrero Challenger Open, Alicante                  | Terra rossa | Carlos Alcaraz          | 6(6)-7, 3-6      |
| 10. | 3 settembre 2023 | Città di Como Challenger, Como                        | Terra rossa | Thiago Seyboth Wild     | 7-5, 2-6, 3-6    |
| 11. | 21 gennaio 2024  | Tenerife Challenger, Tenerife                         | Cemento     | Brandon Nakashima       | 3-6, 4-6         |
| 12. | 19 maggio 2024   | Tournoi International de Tennis de Bordeaux, Bordeaux | Terra rossa | Arthur Fils             | 2-6, 3-6         |

#### Doppio

##### Vittorie (22)
| Legenda tornei minori |
| Challenger (4)        |
| Futures (18)          |

| N.  | Data              | Torneo                         | Superficie   | Compagno                | Avversari in finale                                  | Punteggio            |
| 1.  | 9 febbraio 2014   | Spain F1, Paguera              | Terra rossa  | Jaume Munar             | Roberto Carballés Baena Oriol Roca Batalla           | 6-1, 6-1             |
| 2.  | 14 settembre 2014 | Spain F26, Paguera             | Cemento      | Jaume Munar             | Adam Sanjurjo Hermida Miguel Semmler                 | 6-3, 6-4             |
| 3.  | 12 luglio 2015    | Spain F20, Madrid              | Terra rossa  | Eduard Esteve Lobato    | Ivan Gakhov Alexander Igoshin                        | 6-1, 6-2             |
| 4.  | 19 luglio 2015    | Spain F21, Gandia              | Terra rossa  | Eduard Esteve Lobato    | Carlos Boluda-Purkiss Alberto Romero de Avila Senise | 6-1, 6-4             |
| 5.  | 13 settembre 2015 | Spain F28, Oviedo              | Terra rossa  | Gerard Granollers Pujol | Adrien Puget Xavier Pujo                             | 7-5, 6-4             |
| 6.  | 26 giugno 2016    | France F11, Tolone             | Terra rossa  | Lamine Ouahab           | Ronan Joncour Yanais Laurent                         | 6-3, 6(4)-7, [12-10] |
| 7.  | 31 luglio 2016    | Spain F23, Xàtiva              | Terra rossa  | Alberto Barroso Campos  | Francesc Aulina Juan Lizariturry                     | 6-4, 6-1             |
| 8.  | 4 settembre 2016  | Spain F28, San Sebastián       | Terra rossa  | Eduard Esteve Lobato    | Alexis Klegou Maxime Mora                            | 6-3, 3-6, [10-4]     |
| 9.  | 22 gennaio 2017   | Spain F1, Manacor              | Terra rossa  | Ricardo Ojeda Lara      | Sergio Martos Gornes David Vega Hernández            | 6(5)-7, 6-0, [10-4]  |
| 10. | 5 febbraio 2017   | Spain F3, Paguera              | Terra rossa  | Gerard Granollers Pujol | Filippo Leonardi Stefano Travaglia                   | 6-1, 6-3             |
| 11. | 12 febbraio 2017  | Spain F4, Paguera              | Terra rossa  | Gerard Granollers Pujol | Sergio Martos Gornes Cristóbal Saavedra Corvalán     | 6-3, 6-4             |
| 12. | 19 marzo 2017     | Spain F7, Jávea                | Terra rossa  | Gerard Granollers Pujol | Ivan Gakhov Sergio Martos Gornes                     | 6-2, 6-2             |
| 13. | 16 luglio 2017    | Spain F21, Gandia              | Terra rossa  | Marc Giner              | Ivan Gakhov Sergio Martos Gornes                     | 7-6(4), 6-3          |
| 14. | 23 luglio 2017    | Spain F22, Dénia               | Terra rossa  | Ivan Gakhov             | Juan Lizariturry Jaume Pla Malfeito                  | 7-5, 6(7)-7, [11-9]  |
| 15. | 17 settembre 2017 | Spain F29, Siviglia            | Terra rossa  | David Vega Hernández    | Marc Giner Jaume Pla Malfeito                        | 3-6, 6-4, [10-5]     |
| 16. | 24 settembre 2017 | Spain F30, Madrid              | Terra rossa  | Miguel Semmler          | Christopher Heyman Yannick Vandenbulcke              | 6-4, 6-4             |
| 17. | 4 febbraio 2018   | Egypt F3, Sharm el-Sheikh      | Cemento      | Omar Salman             | Maxence Broville Johan Tatlot                        | 6-4, 6(5)-7, [10-5]  |
| 18. | 18 marzo 2018     | Spain F6, Jávea                | Terra rossa  | Germain Gigounon        | Kimmer Coppejans Ivan Gakhov                         | 7-6(4), 7-6(1)       |
| 19. | 9 settembre 2018  | Copa Sevilla, Siviglia         | Terra gialla | Gerard Granollers Pujol | Daniel Gimeno Traver Ricardo Ojeda Lara              | 6-0, 6-2             |
| 20. | 15 settembre 2019 | Copa Sevilla, Siviglia         | Terra gialla | Gerard Granollers Pujol | Kimmer Coppejans Sergio Martos Gornes                | 7-5, 6-4             |
| 21. | 1 novembre 2020   | Andalucía Challenger, Marbella | Terra rossa  | Gerard Granollers Pujol | Luis David Martínez Fernando Romboli                 | 6-3, 6-4             |
| 22. | 9 settembre 2023  | Copa Sevilla, Siviglia         | Terra gialla | Alberto Barroso Campos  | Sriram Balaji Fernando Romboli                       | 3-6, 7-6(5), [11-9]  |

##### Finali perse (15)
| N.  | Data              | Torneo                                               | Superficie  | Compagno                  | Avversari in finale                   | Punteggio               |
| 1.  | 23 agosto 2015    | Spain F26, Vigo                                      | Terra rossa | Eduard Esteve Lobato      | Sergio Martos Gornes Pol Toledo Bagué | 4-6, 3-6                |
| 2.  | 20 marzo 2016     | Croatia F3, Pola                                     | Terra rossa | Jaume Munar               | Pawel Cias Grzegorz Panfil            | 6-4, 3-6, [6-10]        |
| 3.  | 1 maggio 2016     | Tunisia F16, Hammamet                                | Terra rossa | Carlos Calderon-Rodriguez | Cătălin-Ionuț Gârd Andreas Mies       | 6(3)-7, 6(1)-7          |
| 4.  | 15 maggio 2016    | Spain F13, Valldoreix                                | Terra rossa | Carlos Calderon-Rodriguez | Álvaro López San Martín Jaume Munar   | 3-6, 6-3, [5-10]        |
| 5.  | 5 giugno 2016     | Bulgaria F3, Stara Zagora                            | Terra rossa | Carlos Calderon-Rodriguez | Vasko Mladenov Yan Sabanin            | 2-6, 6(2)-7             |
| 6.  | 3 luglio 2016     | France F12, Montauban                                | Terra rossa | Lamine Ouahab             | Tomislav Brkić Caio Zampieri          | 1-6, 2-6                |
| 7.  | 18 settembre 2016 | Morocco Tennis Tour - Meknes, Meknès                 | Terra rossa | Oriol Roca Batalla        | Luca Margaroli Mohamed Safwat         | 4-6, 4-6                |
| 8.  | 19 febbraio 2017  | Spain F5, Murcia                                     | Terra rossa | Oriol Loca Batalla        | Ivan Gakhov David Vega Hernández      | 7-5, 3-6, [8-10]        |
| 9.  | 14 maggio 2017    | Spain F13, Valldoreix                                | Terra rossa | David Vega Hernández      | Igor Marcondes Rafael Matos           | 7-6(4), 6(6)-7, [10-12] |
| 10. | 19 novembre 2017  | Pune Challenger, Pune                                | Cemento     | Adrián Menéndez Maceiras  | Tomislav Brkić Ante Pavić             | 1-6, 6(5)-7             |
| 11. | 14 gennaio 2018   | Bangkok Challenger II, Bangkok                       | Cemento     | Enrique López Pérez       | James Cerretani Joe Salisbury         | 7-6(5), 3-6, [8-10]     |
| 12. | 24 giugno 2018    | Internazionali di Tennis Città dell'Aquila, L'Aquila | Terra rossa | Mark Vervoort             | Filippo Baldi Andrea Pellegrino       | 6-4, 3-6, [5-10]        |
| 13. | 7 aprile 2019     | JC Ferrero Challenger Open, Alicante                 | Terra rossa | Gerard Granollers Pujol   | Thomaz Bellucci Guillermo Durán       | 6-2, 5-7, [5-10]        |
| 14. | 9 giugno 2019     | Poznań Open, Poznań                                  | Terra rossa | Mark Vervoort             | David Vega Hernández Andrea Vavassori | 4-6, 7-6(4), [6-10]     |
| 15. | 29 settembre 2019 | Firenze Tennis Cup, Firenze                          | Terra rossa | Gerard Granollers Pujol   | Luca Margaroli Adil Shamasdin         | 5-7, 7-6(6), [12-14]    |

## Risultati in progressione
| Sigla | Risultato               |
| ----- | ----------------------- |
| V     | Vincitore               |
| F     | Finalista               |
| SF    | Semifinalista           |
| O     | Oro olimpico            |
| A     | Argento olimpico        |
| SF    | Bronzo olimpico         |
| QF    | Quarti di Finale        |
| 4T    | Quarto turno            |
| 3T    | Terzo turno             |
| 2T    | Secondo turno           |
| 1T    | Primo turno             |
| RR    | Round Robin             |
| LQ    | Turno di qualificazione |
| A     | Assente                 |
| ND    | Non disputato           |

| Legenda superfici    |
| -------------------- |
| Cemento              |
| Terra battuta        |
| Erba                 |
| Superficie variabile |

### Singolare
| Torneo             | 2018          | 2019          | 2020          | 2021 | 2022          | 2023          | 2024 | 2025 | V–S   |
| Tornei Grande Slam |               |               |               |      |               |               |      |      |       |
| Australian Open    | A             | Q3            | 2T            | 3T   | 2T            | 1T            | A    | 2T   | 5–5   |
| Open di Francia    | Q1            | 1T            | 3T            | 2T   | 1T            | 1T            | 2T   |      | 4–6   |
| Wimbledon          | A             | Q2            | ND            | 3T   | 1T            | Q1            | 1T   |      | 2–3   |
| US Open            | Q3            | Q3            | 1T            | 2T   | 1T            | Q1            | 2T   |      | 2–4   |
| Vittorie–Sconfitte | 0–0           | 0–1           | 3–3           | 6–4  | 1–4           | 0–2           | 2–3  | 1–1  | 12–17 |
| Giochi Olimpici    |               |               |               |      |               |               |      |      |       |
| Giochi Olimpici    | Non disputati | Non disputati | Non disputati | A    | Non disputati | Non disputati | 1T   | ND   | 0–1   |
| Vittorie–Sconfitte | Non disputati | Non disputati | Non disputati | 0–0  | Non disputati | Non disputati | 0–1  | ND   | 0–1   |

### Doppio
| Torneo             | 2018 | 2019 | 2020 | 2021 | 2022 | 2023 | 2024 | 2025 | V–S   |
| Tornei Grande Slam |      |      |      |      |      |      |      |      |       |
| Australian Open    | A    | A    | A    | 1T   | 3T   | 1T   | A    | 3T   | 4–4   |
| Open di Francia    | A    | A    | 1T   | SF   | 1T   | A    | 1T   |      | 4–4   |
| Wimbledon          | A    | A    | ND   | 1T   | 2T   | A    | 2T   |      | 2–3   |
| US Open            | A    | A    | A    | 1T   | 1T   | A    | 1T   |      | 0–3   |
| Vittorie–Sconfitte | 0–0  | 0–0  | 0–1  | 4–4  | 3–4  | 0–1  | 1–3  | 2–1  | 10–14 |

### Vittorie contro giocatori top 10
| Anno     | 2024 | Totale |
| -------- | ---- | ------ |
| Vittorie | 1    | 1      |

| #    | Giocatore   | Rank | Torneo                | Superficie  | Turno | Punteggio     |
| ---- | ----------- | ---- | --------------------- | ----------- | ----- | ------------- |
| 2024 |             |      |                       |             |       |               |
| 1.   | Casper Ruud | 8    | Estoril Open, Estoril | Terra rossa | SF    | 6–4, 4–6, 6–4 |